# Колесников, Владимир Юрьевич
Владимир Юрьевич Колесников (род. 17 ноября 1954 года, Москва, РСФСР, СССР) — советский и российский скульптор, действительный член Российской академии художеств (2019).

## Биография
Родился 17 ноября 1954 года в Москве, где живёт и работает.
В 1980 году — окончил отделение скульптуры Московского технологического института, преподаватели: А. Н. Постол, Х. Б. Геворкян.
С 1990 года — член Союза художников СССР, России, с 1995 года — член Московского союза художников.
С 2009 по 2013 годы — преподаватель Московской архитектурно-художественной школы «Архимед».
С 2010 года — член Правления по выставочной работе Московского Союза художников.
С 2011 года — руководитель и преподаватель «Детской художественной школы В. Колесникова на Сретенке».
В 2012 году — избран членом-корреспондентом Российской академии художеств от Отделения скульптуры, в 2019 году — действительным членом РАХ.

## Творческая деятельность
Основные монументальные произведения:
- рельеф «Сабантуй» (1982, Казань);
- монументы: «Павшим воинам в Великую Отечественную войну» (1985, Ульяновск), «История развития связи» (1986, Волгоград);
- монументальные композиции «История Вологодской земли» (1988, Вологда), «Железная купчиха» (2005, Москва), «Возвращение» (2010, Москва), «Подвиг генерала А. Раевского с сыновьями» (2012, Москва), «Андрей Рублев» (2012, Москва), «Леонардо» (2011, Москва), «Дорогу осилит идущий» (2014, Москва), «Самый слепой среди слепых» (2014, Москва);
- памятники — маршалу СССР И. С. Коневу (2009, Москва), генералу В. Ф. Маргелову (2011, Вязьма), генералу И. С. Кутайсову (2012, Москва);
- мемориальная доска поэту и музыканту Ю. И. Визбору (2005, Кабардино-Болкария).

Основные станковые произведения:
- портреты — серия портретов «Строители Саяно-Шушенской ГЭС» (1978, 5 произведений, гипс тонир., Музей МЧС), Никола Паганини (1981, дерево, Англия), режиссёра Ларисы Шепитько (2009, иск. камень), А. С. Пушкина (2013, мрамор);
- скульптурные композиции — «Царь Алексей Михайлович» (1984, керамика), «Постник-Барма» (1984, керамика), «Екатерина II» (1991, керамика), «Жрица» (1995, красное дерево), «Даная» (1997, мрамор), «Египет» (1997, мрамор), «Афродита» (1998, мрамор), «Торс Амазонки» (2000, мрамор), «Незнакомка» (2009), «Емельян Пугачев» (2009), «Медитация» (2010, мрамор), «Венеция» (2010, мрамор), "Цирк «Шапито» (2011, дерево), «Посвящение М. А. Булгакову» (2012, металл), «Амазонка» (2013, мрамор), «Сретение» (2014, шамот).

Постоянный участник московских, всероссийских, зарубежных и международных выставок.
Станковые произведения представлены в музейных и частных собраниях России и за рубежом.
Один из организаторов Независимого сообщества художников «Четыре колеса» (с 1995 года).